# Järnvägslinjen Bollnäs–Orsa
För museiföreningen Dala-Hälsinglands Järnväg, se Föreningen Dala-Hälsinglands Järnväg.
Järnvägslinjen Bollnäs–Orsa är en järnväg mellan Inlandsbanan och Norra stambanan. Den byggdes av Dala-Hälsinglands järnvägsaktiebolag. Endast sträckan Furudal – Orsa trafikeras, och då endast sporadiskt. I övrigt är järnvägslinjen nedlagd och underhållet har upphört på sträckan Bollnäs – Furudal.

## Historia
Sedan järnvägsbolaget fått koncession 11 oktober 1895 inleddes byggnadsarbetena 1 juni 1897. Rälsen lades från både Orsa och Bollnäs. Den 4 november 1899 gick de första tågen på sträckan Bollnäs – Voxna. På sträckan Voxna – Orsa öppnades provisorisk trafik 18 januari 1900 och allmän trafik först 18 oktober samma år. Liksom för många andra järnvägsföretag var ekonomin dålig och redan 1913 erbjöds staten att ta över företaget. Man var dock inte intresserad. I början av 1917 kom ett nytt erbjudande och Statens Järnvägar (SJ) kom att arrendera DHdJ på tio år. 1927 köpte staten företaget och den 1 maj samma år inlemmades företaget som en del av statsbanenätet.
Den ökande konkurrensen från landsvägstransporter gjorde att trafikunderlaget minskade. Den 1 september 1971 lades persontrafiken ned och ett drygt halvår senare upphörde även godstrafiken på sträckan Edsbyn–Furudal. Godstrafiken försämrades gradvis under 1970- och 1980-talen. I början av 1990-talet ville man lägga ner godstrafiken mellan Furudal och Orsa. Det lokala företaget Dalatåg AB bildades 1991 då godstrafiken på järnvägarna avreglerades. Emellertid lades verksamheten ner 1996 på grund av dålig ekonomi och BK Tåg AB tog därefter över trafiken en kortare tid.
År 1994 tog företaget Woxna Express över godstrafiken mellan Bollnäs och Edsbyn. År 1996 startades åter trafik på hela bansträckningen Orsa–Bollnäs, en verksamhet som 1999 övertogs av Orsatåg AB för att upphöra 2001. Banverket stängde av sträckan Edsbyn–Furudal 2002 på grund av dålig spårkvalitet. I juli 2004 upphörde timmertrafiken mellan Edsbyn och Bollnäs.

## Dagens trafik och framtidsplaner
Hela järnvägen ägs av Svenska staten men förvaltas av Trafikverket på sträckan Bollnäs–Furudal och Inlandsbanan AB på sträckan Furudal–Orsa. Trafikverket beslutade den 13 december 2015 att upphöra med underhållet på sin sträcka, men i praktiken upphörde underhållet långt tidigare och delsträckan har inte varit trafikerbar sedan åtminstone 2007.
På Inlandsbanans sträcka Orsa–Furudal förekommer endast sporadisk trafik med timmertransporter samt sommartid sporadiska persontåg med rälsbuss tillhörande Orsa järnvägsförening (veterantåg), exempelvis i samband med Orsayran.
En museiförening bildades 1988 som återanvände det gamla järnvägsföretagets namn, Föreningen Dala-Hälsinglands Järnväg. Föreningen har som mål att bevara och utveckla hela järnvägssträckan Bollnäs–Orsa. Föreningen röjer bland annat banan på ideell basis för att den inte ska växa igen och därmed rädda möjligheten att kunna återuppta trafik.
Det finns förslag och utredningar på att rusta upp banan så att godståg kan köras. Inlandsbanan AB har också visat intresse för att ta över som förvaltare på hela sträckan.

## Bilder

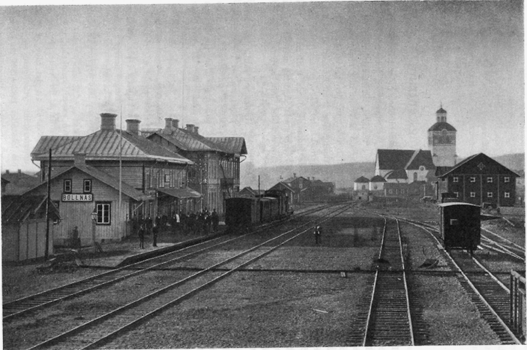
Bollnäs station
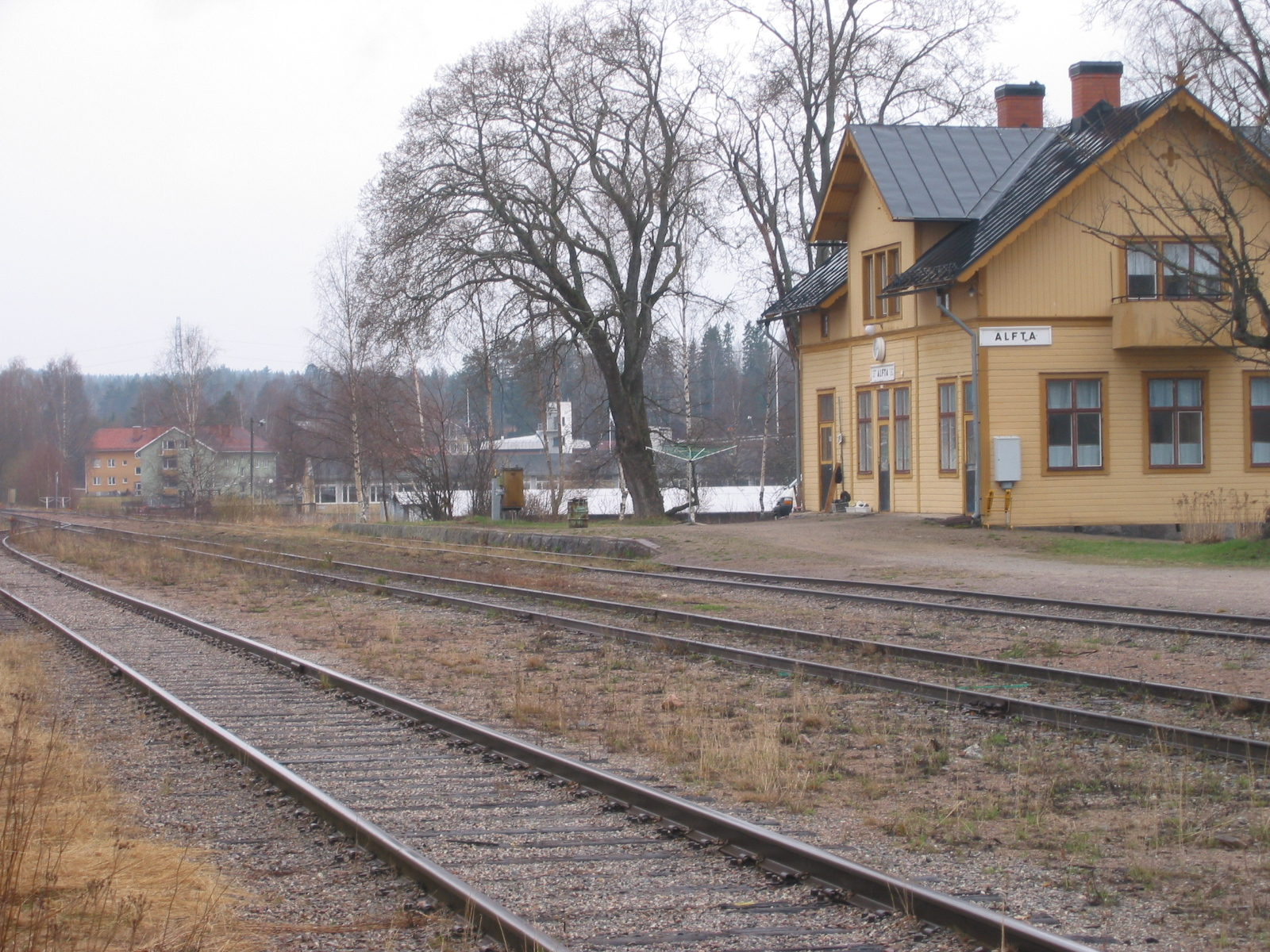
Alfta station
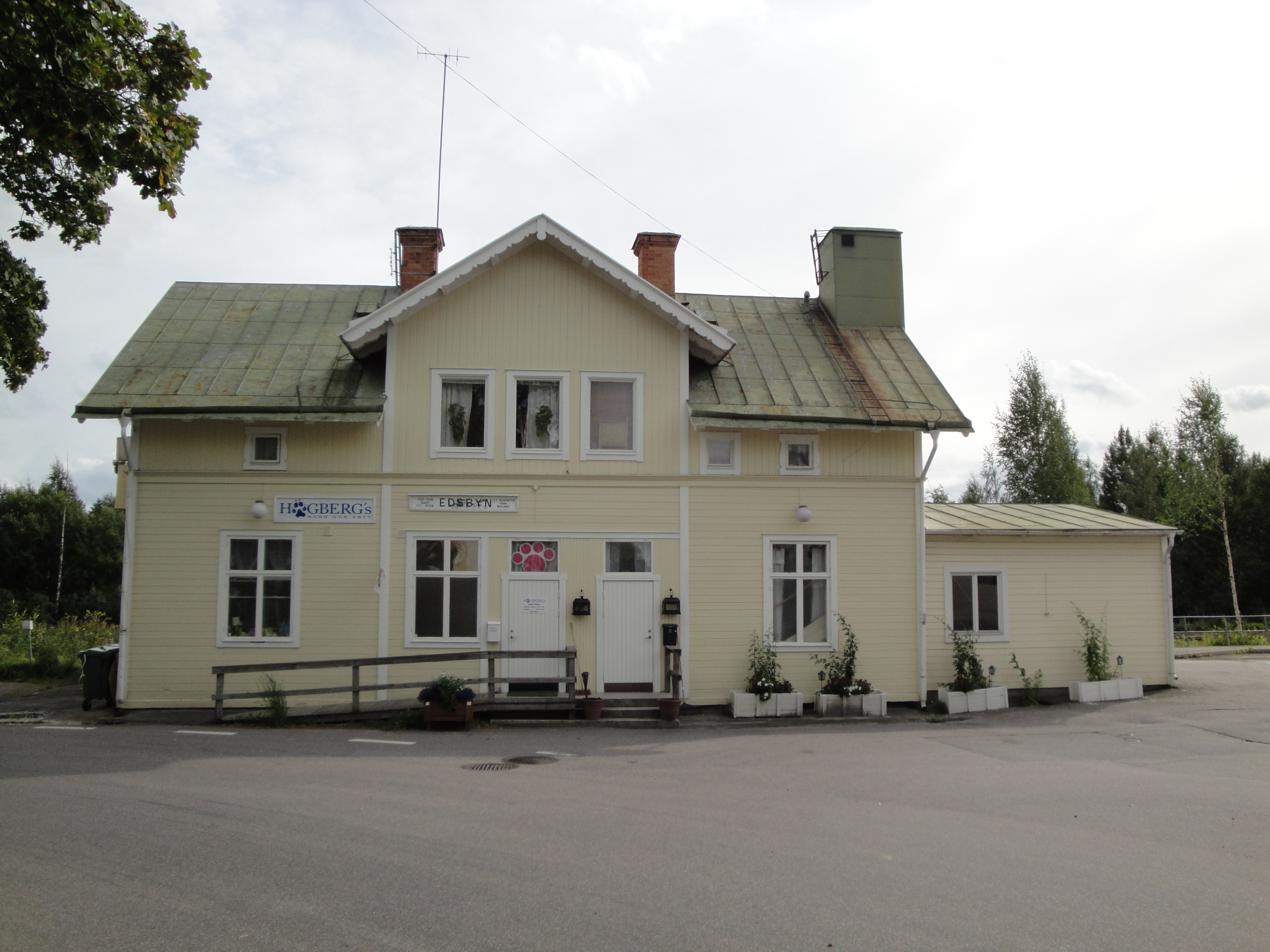
Edsbyn station
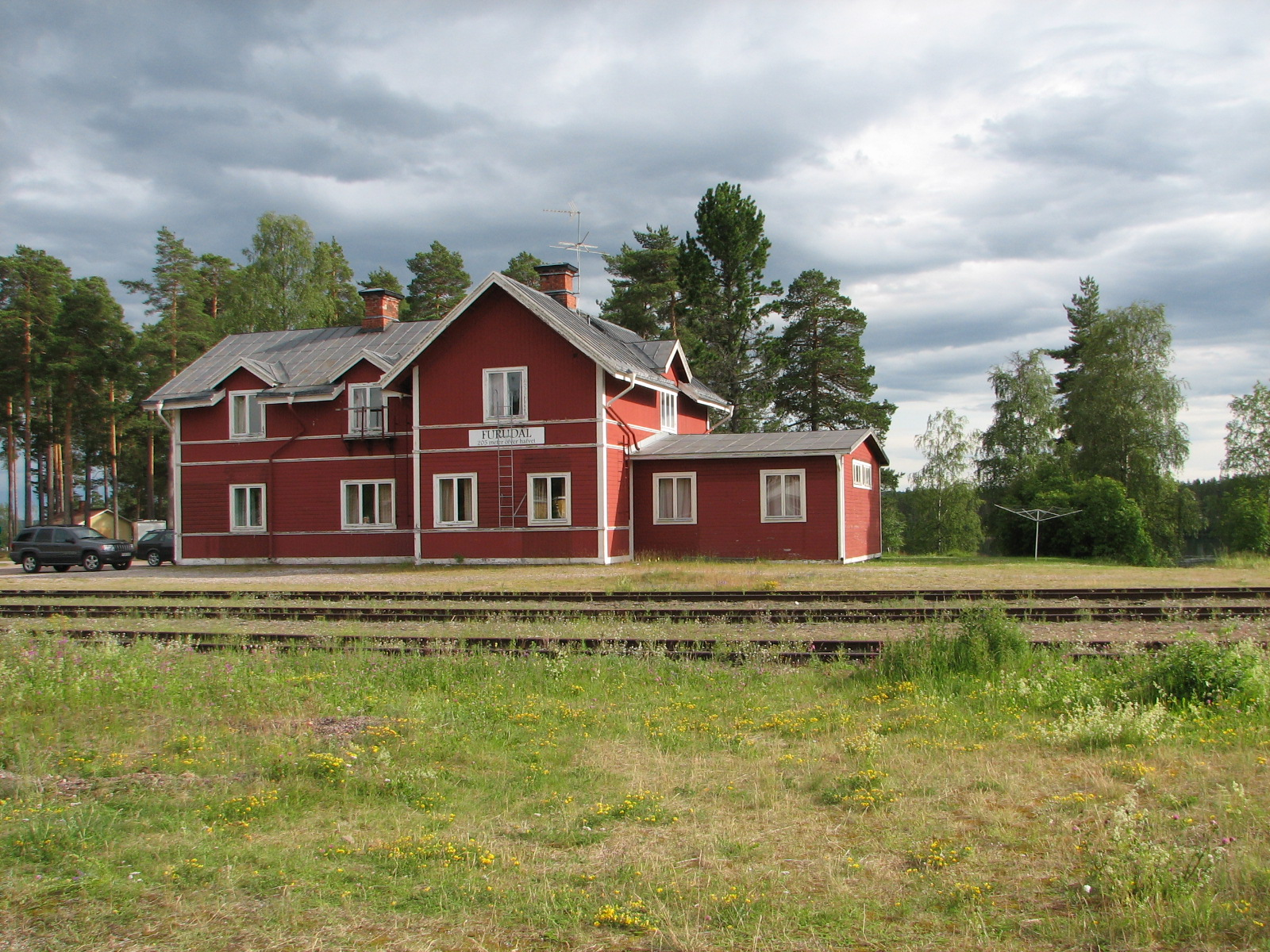
Furudal station
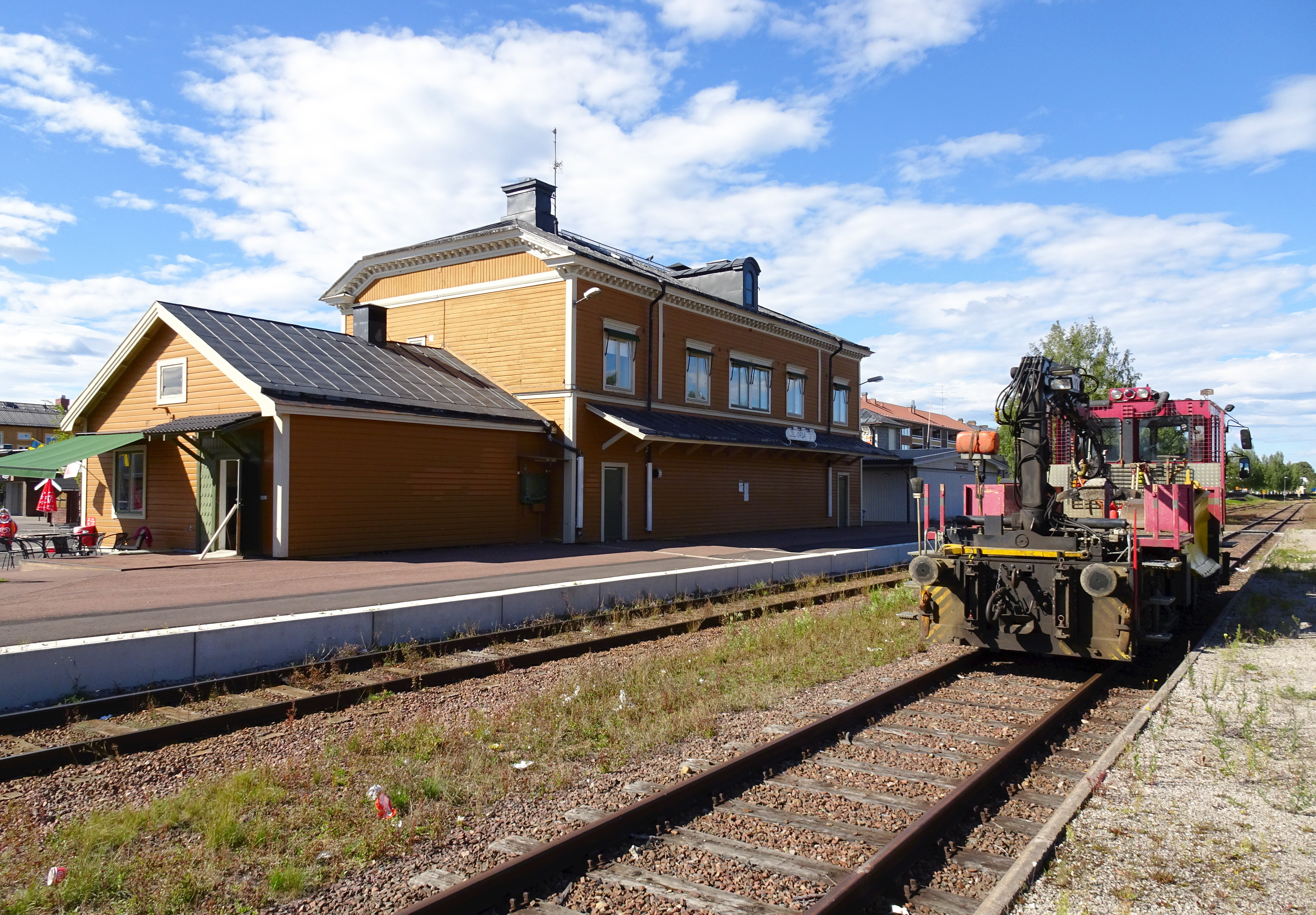
Orsa station